# II Giochi mondiali militari invernali
La seconda edizione dei Giochi mondiali militari invernali, organizzati dal Conseil International du Sport Militaire, si è svolta ad Annecy, in Francia dal 25 al 29 marzo 2013.

## Competizioni
Sono stati assegnati 37 titoli nelle seguenti discipline:
- Biathlon
- Free climbing
- Pattuglia militare
- Sci alpinismo
- Sci alpino
- Sci di fondo
- Sci orientamento
- Short track

## Risultati

### Biathlon
| Gara                    | Oro                                                                | Tempo     | Argento                                                                 | Tempo     | Bronzo                                                                   | Tempo     |
| 10 km sprint maschile   | Lukas Hofer                                                        | 24'48"7   | Benjamin Weger                                                          | 25'12"1   | Simon Fourcade                                                           | 25'27"9   |
| 7,5 km sprint femminile | Marine Bolliet                                                     | 21'12"3   | Karin Oberhofer                                                         | 21'15"3   | Michela Ponza                                                            | 21'20"7   |
| Pattuglia maschile      | Svizzera Mario Dolder Benjamin Weger Ivan Joller Remo Fischer      | 1h06'38"5 | Austria Dominik Landertinger Michael Reiter Peter Brunner Johannes Dürr | 1h07'26"6 | Italia Christian Martinelli Lukas Hofer Dominik Windisch Markus Windisch | 1h07'58"0 |
| Pattuglia femminile     | Francia Anaïs Bescond Marine Bolliet Coraline Hugue Sophie Boilley | 44'22"0   | Italia Nicole Gontier Karin Oberhofer Dorothea Wierer Michela Ponza     | 45'24"1   | Svezia Elin Mattsson Emelie Larsson Mona Brorsson Maria Grafnings        | 45'55"3   |

### Free climbing
| Gara                 | Oro              | Tempo/Misura   | Argento           | Tempo/Misura      | Bronzo              | Tempo/Misura  |
| Velocità maschile    | Benjamin Blaser  | 18"08          | Klemen Bečan      | 19"55             | Nikita Devjaterikov | 21"91         |
| Difficoltà maschile  | Klemen Bečan     | 39,5 m         | Markus Hoppe      | 37,0 m            | Benjamin Blaser     | 32,0 m        |
| Boulder maschile     | Jakob Schubert   | Jakob Schubert | Kilian Fischhuber | Kilian Fischhuber | Klemen Bečan        | Klemen Bečan  |
| Velocità femminile   | Jana Čerešneva   | 20"44          | Alina Gajdamakina | 24"19             | Evgenija Malamid    | 32"64         |
| Difficoltà femminile | Evgenija Malamid | 29,0 m         | Mina Markovic     | 28,0 m            | Jana Čerešneva      | 28,0 m        |
| Boulder femminile    | Anna Stöhr       | Anna Stöhr     | Evgenija Malamid  | Evgenija Malamid  | Mina Markovic       | Mina Markovic |

### Sci alpinismo
| Gara                  | Oro                                           | Tempo     | Argento                                    | Tempo     | Bronzo                                      | Tempo     |
| Individuale maschile  | Matteo Eydallin Alexis Sevennec               | 1h15'37"5 |                                            |           | Robert Antonioli                            | 1h16'47"8 |
| Individuale femminile | Laetitia Roux                                 | 1h27'52"0 | Gloriana Pellissier                        | 1h31'56"6 | Valentine Fabre-Malavoy                     | 1h38'23"6 |
| Staffetta maschile    | Italia Manfred Reichegger Matteo Eydallin     | 39'23"5   | Italia Robert Antonioli Damiano Lenzi      | 39'24"0   | Francia Tony Sbalbi Alexis Sevennec         | 41'05"5   |
| Staffetta femminile   | Francia Valentine Fabre-Malavoy Laetitia Roux | 47'13"0   | Italia Gloriana Pellissier Lorenza Bettega | 52'30"2   | Germania Beatrice Soyter Christine Spindler | 58'33"7   |

### Sci alpino
| Gara                      | Oro              | Tempo   | Argento               | Tempo   | Bronzo            | Tempo   |
| Slalom gigante maschile   | Manuel Pleisch   | 2'05"31 | Massimiliano Blardone | 2'05"68 | Marc Berthod      | 2'06"05 |
| Slalom speciale maschile  | Giuliano Razzoli | 1'39"52 | Maxime Tissot         | 1'40"17 | Marco Tumler      | 1'40"59 |
| Slalom gigante femminile  | Elena Curtoni    | 2'08"32 | Tessa Worley          | 2'08"46 | Anémone Marmottan | 2'09"93 |
| Slalom speciale femminile | Michela Azzola   | 1'44"64 | Anémone Marmottan     | 1'45"33 | Fanny Chmelar     | 1'45"39 |

### Sci di fondo
| Gara                  | Oro                                       | Tempo   | Argento                                   | Tempo   | Bronzo                                     | Tempo   |
| 15 km maschile        | Robin Duvillard                           | 37'37"3 | Ivan Perrillat Boiteux                    | 37'43"0 | Mathias Wibault                            | 37'55"8 |
| 10 km femminile       | Coraline Hugue                            | 29'42"7 | Anaïs Bescond                             | 29'44"9 | Anouk Faivre-Picon                         | 30'38"1 |
| Team sprint maschile  | Svizzera Jonas Baumann Dario Cologna      | 16'11"8 | Austria Max Hauke Bernhard Tritscher      | 16'12"3 | Rep. Ceca Dušan Kožíšek Martin Jakš        | 16'12"7 |
| Team sprint femminile | Francia Anouk Faivre-Picon Célia Aymonier | 18'28"9 | Russia Natal'ja Il'ina Svetlana Nikolaeva | 18'30"2 | Kazakistan Marina Matrosova Elena Kolomina | 18'38"4 |

### Sci orientamento
| Gara                     | Oro                                                        | Tempo    | Argento                                                    | Tempo    | Bronzo                                                       | Tempo    |
| Media distanza maschile  | Ėduard Chrennikov                                          | 46'34"   | Stanimir Belomažev                                         | 48'27"   | Vadim Tolstopjatov                                           | 50'28"   |
| Media distanza femminile | Natal'ja Tomilova                                          | 44'57"   | Natal'ja Naumova                                           | 48'02"   | Élodie Bourgeois-Pin                                         | 48'33"   |
| Staffetta maschile       | Russia Egor Zorin Ėduard Chrennikov Vadim Tolstopjatov     | 1h39'59" | Norvegia Erik Watterdal Ola Berger Eivind Tonna            | 1h44'36" | Finlandia Toumas Kotro Lauri Nenonen Tero Linnainmaa         | 1h52'15" |
| Staffetta femminile      | Francia Élodie Bourgeois-Pin Charlotte Bouchet Fanny Roche | 1h56'11" | Russia Natal'ja Tomilova Tat'jana Vlasova Natal'ja Naumova | 1h57'38" | Kazakistan Ėl'mīra Moldasheva Marīya Vlasova Rīana Khasanova | 3h00'53" |

### Short track
| Gara             | Oro             | Tempo    | Argento            | Tempo    | Bronzo             | Tempo    |
| 500 m maschili   | Song Weilong    | 42"651   | Nie Xin            | 42"692   | Maxime Châtaignier | 51"532   |
| 1500 m maschili  | Nie Xin         | 2'16"337 | Christoph Schubert | 2'16"431 | Song Weilong       | 2'16"531 |
| 500 m femminili  | Arianna Fontana | 44"066   | Martina Valcepina  | 44"148   | Veronika Windisch  | 45"754   |
| 1500 m femminili | Arianna Fontana | 2'37"365 | Martina Valcepina  | 2'37"468 | Sun Huizhu         | 2'37"571 |

## Medagliere
| Pos. | Paese      | Oro | Argento | Bronzo | Totale |
| ---- | ---------- | --- | ------- | ------ | ------ |
| 1    | Francia    | 12  | 7       | 11     | 30     |
| 2    | Italia     | 11  | 10      | 3      | 24     |
| 3    | Svizzera   | 5   | 3       | 3      | 11     |
| 4    | Russia     | 4   | 5       | 2      | 11     |
| 5    | Austria    | 2   | 4       | 3      | 9      |
| 6    | Cina       | 2   | 1       | 2      | 5      |
| 7    | Slovenia   | 1   | 1       | 2      | 4      |
| 8    | Germania   | 0   | 2       | 4      | 6      |
| 9    | Bulgaria   | 0   | 1       | 0      | 1      |
| 9    | Norvegia   | 0   | 1       | 0      | 1      |
| 11   | Kazakistan | 0   | 0       | 3      | 3      |
| 12   | Finlandia  | 0   | 0       | 1      | 1      |
| 12   | Rep. Ceca  | 0   | 0       | 1      | 1      |
| 12   | Svezia     | 0   | 0       | 1      | 1      |